# 三春滝桜
三春滝桜（みはるたきざくら）は、福島県田村郡三春町大字滝字桜久保に所在する推定樹齢1000年超の国の天然記念物の枝垂れ性のサクラの巨木。三春の滝桜、また単に滝桜とも呼ばれる。品種はエドヒガン系の栽培品種のベニシダレ（紅枝垂桜）。

## 特徴
日本五大桜または三大巨桜の1つとして知られる。2012年時点で推定樹齢1000年超、樹高12m、根回り11m、幹周り9.5m、枝張り東西22m・南北18m。
三春町の滝地区に所在すること、毎年4月中・下旬に四方に広げた枝から薄紅の花が流れ落ちる滝のように咲き匂うことから、この名がある。毎年全国から30万人の観光客が訪れる。
天保の頃、加茂季鷹の詠歌「陸奥にみちたるのみか四方八方にひびきわたれる滝桜花」によってその名を知られ、三春藩主の御用木として保護された。

## 沿革

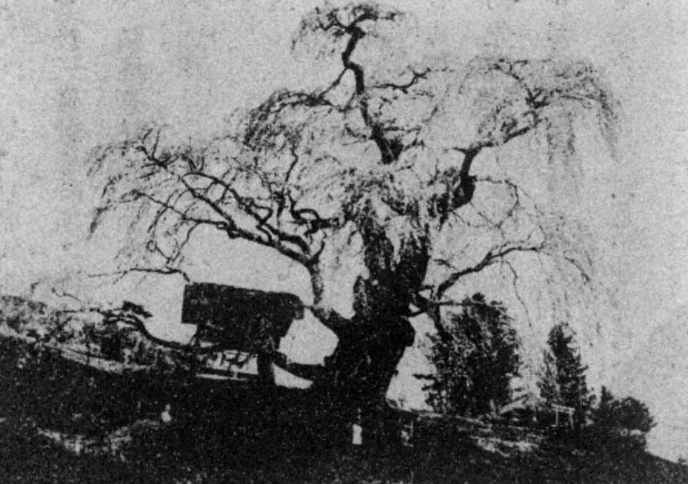
明治時代の三春滝桜

- 1922年（大正11年）10月12日 - 2本の桜と共に国の天然記念物に指定された。
- 1990年（平成2年）- 「新日本名木100選」の名木ベスト10に選ばれている。また「日本さくら名所100選」には滝桜を含む約2000本の「三春町のシダレザクラ」が選ばれている。
- 1996年（平成8年）- 春に極端に花付が悪くなったことから調査が行われ、土壌の通気と根系の回復を中心とした樹勢回復工事を計画した[2]。
- 2005年（平成17年）1月 - 大雪で枝が十数本折れる被害に見舞われた。
- 2008年（平成20年）から2009年（平成21年）- 本桜を含む14種の花の種を国際宇宙ステーションの日本実験棟「きぼう」に8カ月半滞在させた後に地球へ戻し、無重力状態が発育に与える影響などを調べるという実験が行なわれた（宇宙桜）[3]。
- 2011年（平成23年）- 東日本大震災では、折れた小枝がいくらかあったものの滝桜に大きな損傷はなかったが、観光客への十分な対応が困難であったため、前年度に始めた一人当たり300円の観桜料の徴収を一時停止し、夜間のライトアップ、シャトルバスの運行などの中止も余儀なくされた[1][4]。また、福島第一原発事故の影響で花見客が半減し、観覧料収入が大幅に減少したとして、三春町が東京電力に対し、逸失利益など約3,272万円の損害賠償を求め、福島地裁に訴訟を起こしている[5]。

## 子孫樹・姉妹樹

### 日本における主な子孫樹
1960年頃に柳沼吉四郎と木目沢伝重郎が三春滝桜とその周囲にある枝垂桜の伝承・由来などの調査を行った結果、田村郡内では三春滝桜の半径10キロ以内に、根廻り1メートル以上の枝垂れ桜が420本以上分布していることがわかった。またこれらの枝垂れ桜は滝桜から同心円状に広がり、遠ざかるほど幹が細くなり本数も減少する傾向があり、これらは滝桜の子孫樹であることがわかった。
また柳沼吉四郎が三春滝桜の種を日本全国に普及させたことで、日本各地で滝桜の子孫樹が植樹されるきっかけとなった。2010年時点で三春町では接ぎ木などの方法も含めて7軒の農家が滝桜の生産を行っている。
- 名称不明（岩手県一関市竹山町：一関市役所前庭。北緯38度56分3.6秒 東経141度7分35.47秒）
田村氏の繋がりから三春町と一関市が姉妹都市を締結し、三春から滝桜の子孫樹が寄贈された。
- 「愛姫櫻」（宮城県仙台市青葉区桜ケ岡公園：西公園。北緯38度15分32.37秒 東経140度51分44.93秒）
三春が伊達政宗の正室・愛姫の出身地であることから、仙台市地下鉄東西線工事に伴う西公園再整備に合わせて2006年（平成18年）に「三春愛姫櫻お輿入れ準備会」が植樹。仙台七夕が有名な当地で、織女星と牽牛星の伝説になぞらえて広瀬川を天の川に見立て、右岸の仙台城本丸に設置されている伊達政宗騎馬像を望むことが出来る左岸の西公園・仙台市天文台付近に植樹された（同天文台は後に移転）。植樹式では、同天文台が発見した小惑星に「メゴ」と名付ける「命名式」も執り行われた[7]。

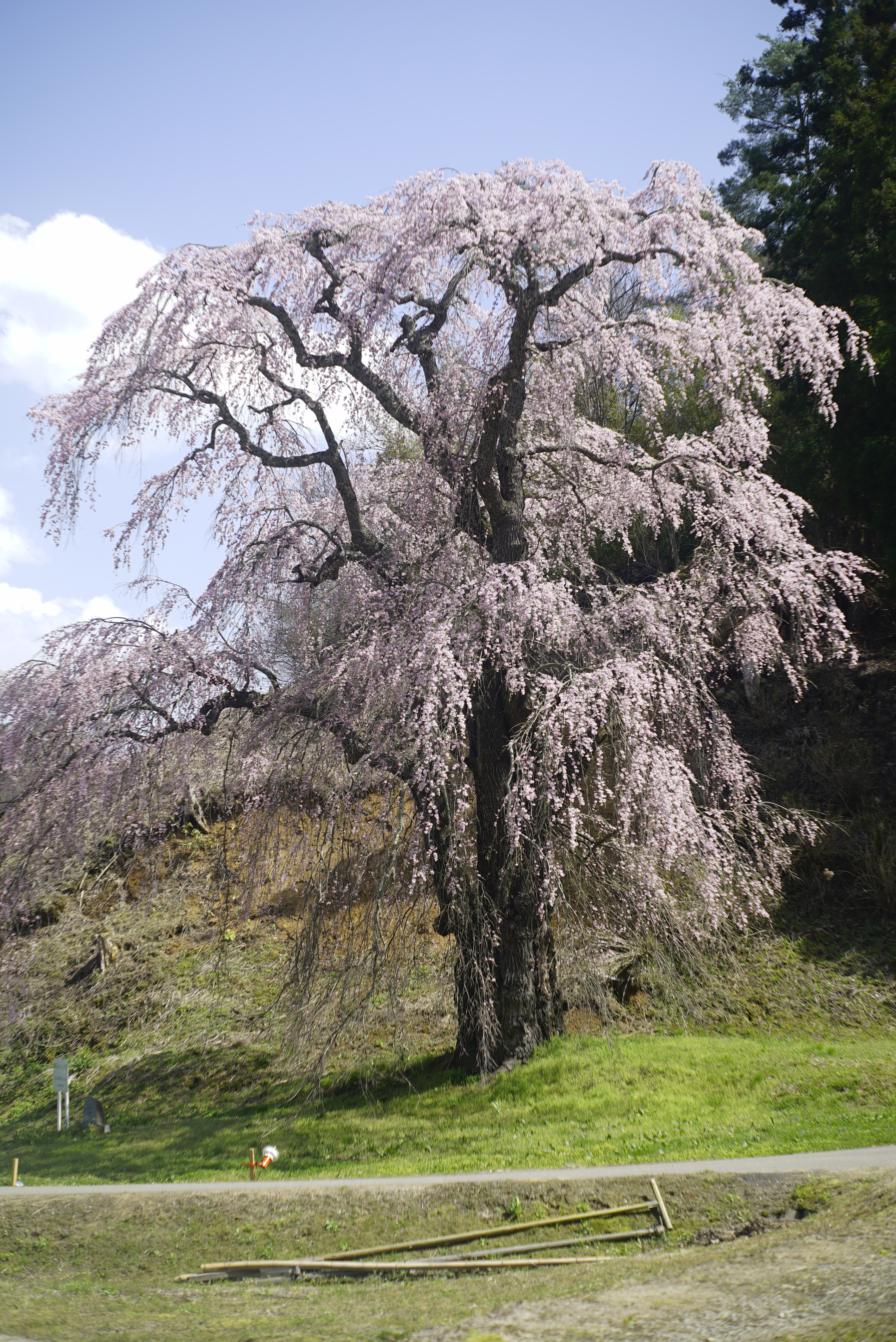
福田寺の糸桜（2015年4月）

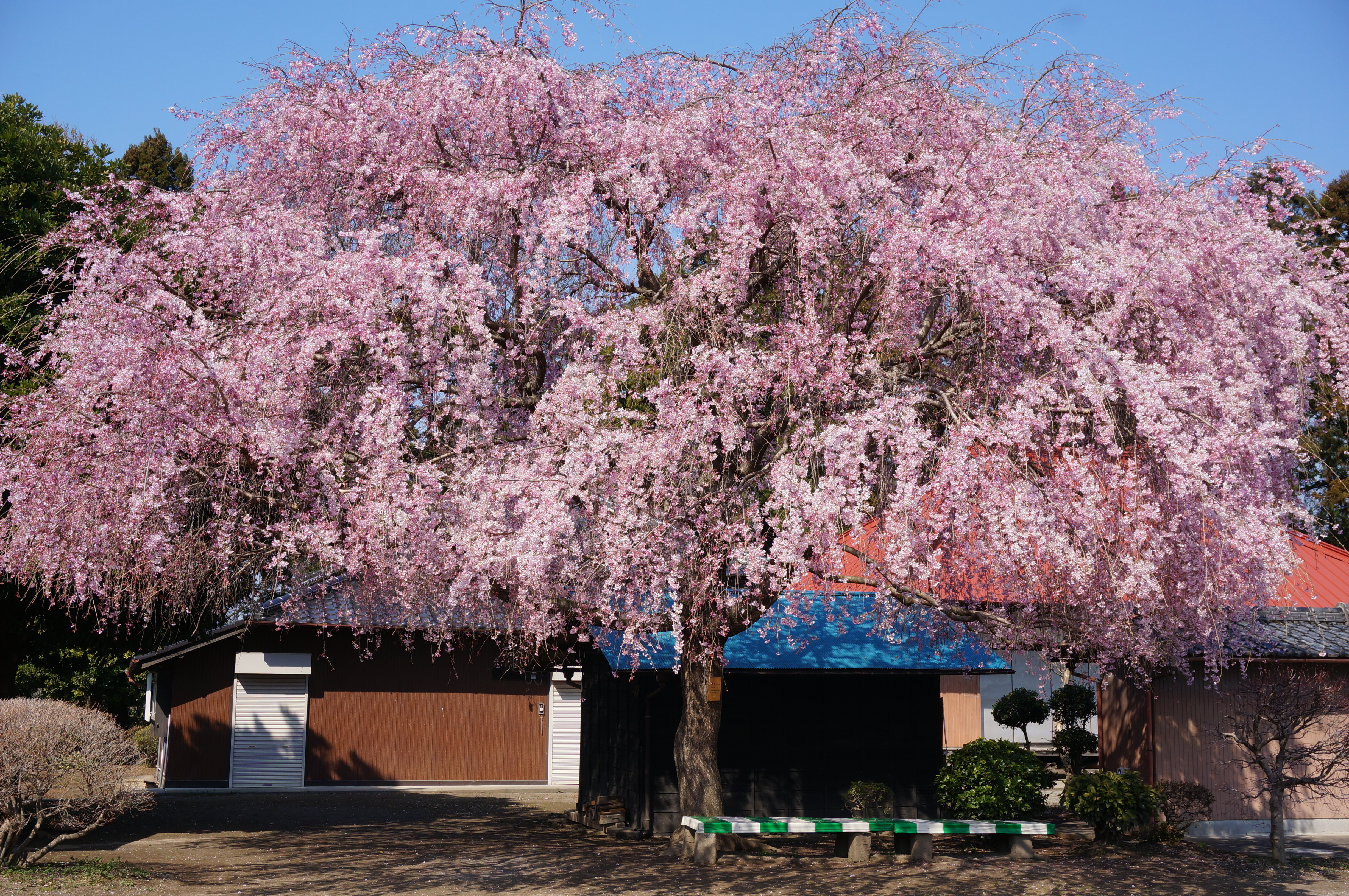
埼玉県北本市の放光寺にて（2017年4月撮影）

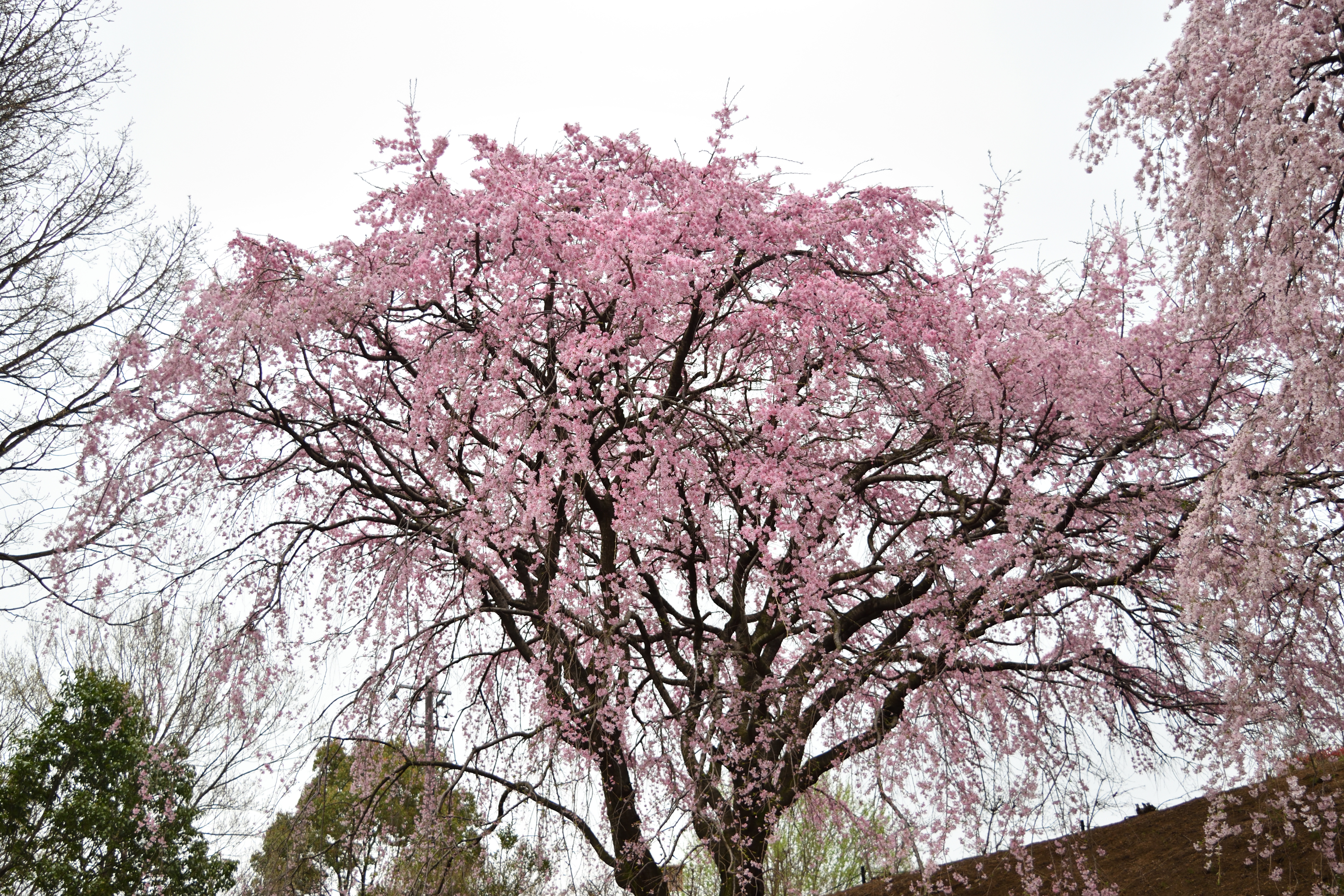
香川県園芸総合センターの桜（2017年4月）

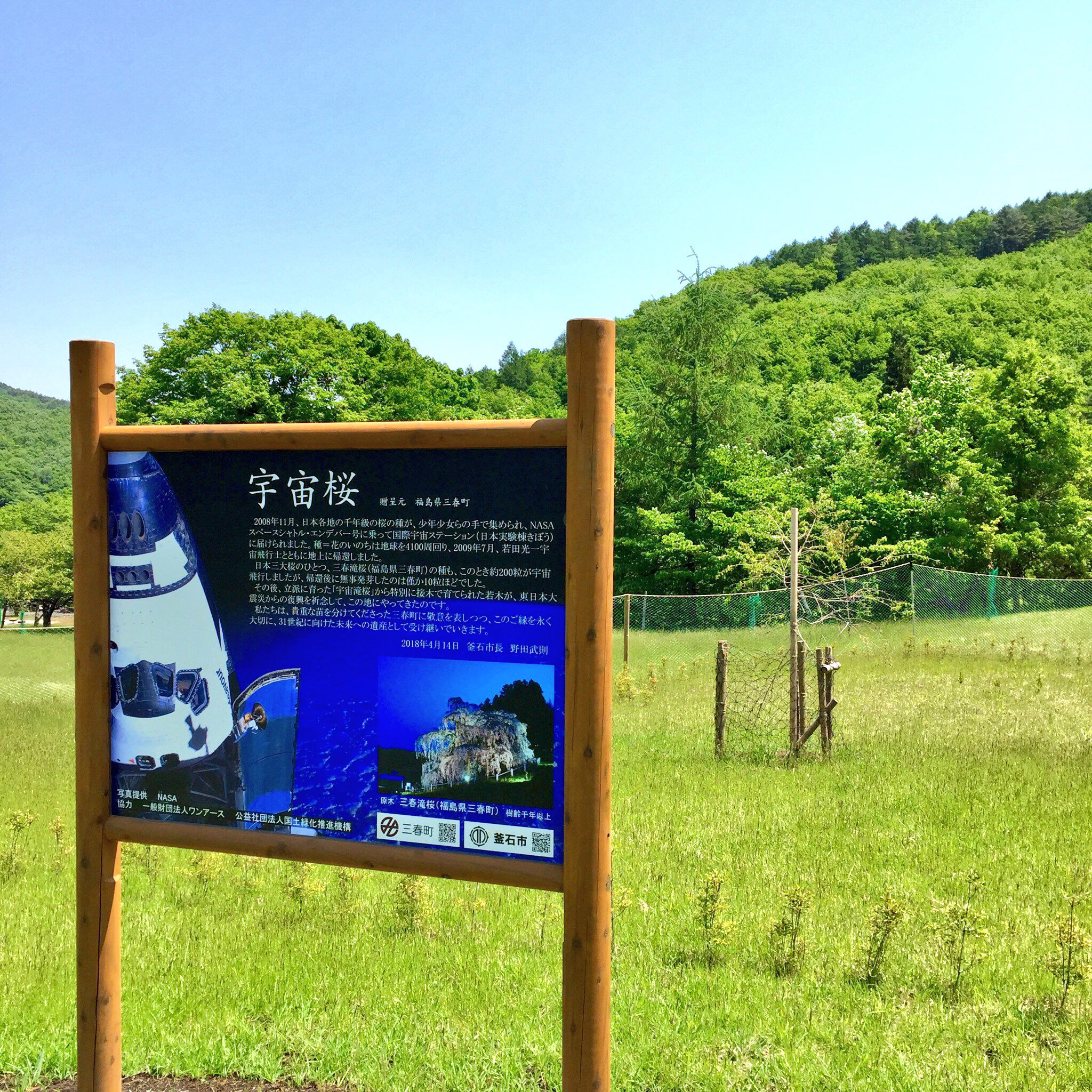
釜石市の世界遺産・橋野鉄鉱山入り口に植えられた宇宙滝桜

- 「福田寺の糸桜」（福島県二本松市東新殿字大久保。北緯37度32分10.59秒 東経140度35分21.46秒）
滝桜の子木。
- 「合戦場の枝垂桜」（福島県二本松市東新殿字大林。北緯37度32分12.3秒 東経140度34分48.86秒）
「福田寺の糸桜」の子木。すなわち、滝桜の孫木。
- 「永泉寺の桜」（福島県田村市大越町栗出。北緯37度21分27.13秒 東経140度36分14.92秒）
「滝桜の姉妹樹」と言われる。樹齢400年。県の天然記念物。
- 「紅枝垂地蔵桜」（福島県郡山市中田町木目沢字岡ノ内。北緯37度22分49.24秒 東経140度30分43.91秒）
「滝桜の娘」の異名を持つ。市の天然記念物。
- 「上石の不動桜」（福島県郡山市中田町上石字舘。北緯37度23分2.04秒 東経140度28分28.19秒）
紅枝垂地蔵桜と同様、市の天然記念物。
- 「水月観音堂桜」（福島県郡山市中田町駒板字表：常林寺。北緯37度23分27.5秒 東経140度31分20.5秒）
大正時代、滝桜から種を採取
- 「金寳桜」（福島県郡山市田村町金沢字高屋敷：仁井田本家。北緯37度20分34.1秒 東経140度26分21.1秒）
三春滝桜の孫と伝えられる。1711年の創業時頃の植樹。
- 名称不明（福島県郡山市喜久田町堀之内字赤津：四季の里緑水苑。北緯37度28分18.0秒 東経140度20分2.0秒）
三大巨桜の三春滝桜、淡墨桜、神代桜の子孫木を植樹。
- 「春子・夏子・秋子・冬子」（栃木県下野市：天平の丘公園。）
三大巨桜の三春滝桜、淡墨桜、神代桜や石割桜の子孫木を植樹[8]。そのうち淡墨桜の子孫樹である9本の「下野淡墨桜」が大木で有名。
- 名称不明（埼玉県北本市石戸宿6丁目：放光寺。）
三春滝桜の子孫樹。1995年（平成7年）に植樹。
- 名称不明（埼玉県越谷市レイクタウン四丁目：イオンレイクタウンOutlet棟。北緯35度52分47.6秒 東経139度49分30.6秒）
オブジェの一つとしてOutlet棟2ndアベニュー付近に植樹。
- 名称不明（東京都港区赤坂：赤坂サカスSacas坂・赤坂BLITZ前[9]。北緯35度40分21.38秒 東経139度44分8.4秒）
赤坂サカスの顔となる桜として、2008年（平成20年）のグランドオープンに合わせて植樹。
- 名称不明（山梨県北杜市武川町山高：実相寺。北緯35度46分51.49秒 東経138度22分2.93秒）
日本五大桜の神代桜の地にあわせて植樹。
- 名称不明（香川県高松市香南町岡：香川県園芸総合センター。北緯34度13分25.73秒 東経134度1分5.03秒）
高松空港の開港にあわせて柳沼ハナ氏より苗木を譲り受け1989年（平成元年）12月16日に定植[10]。
- 宇宙桜（きぼうの桜、岩手県釜石市 世界遺産橋野鉄鉱山 2018年4月14日植樹）[11][12]

### 日本国外における植樹
- 台湾（中華民国）新北市淡水区：平和記念公園（北緯25度11分20.75秒 東経121度27分13.89秒 / 北緯25.1890972度 東経121.4538583度）
- ポーランド共和国マウォポルスカ県クラクフ市：日本美術技術博物館マンガ[13][14]（北緯50度3分3.13秒 東経19度55分54.31秒 / 北緯50.0508694度 東経19.9317528度）
- ハンガリー共和国ジェール・モション・ショプロン県ショプロン：汎ヨーロッパピクニック記念公園（北緯47度43分32.73秒 東経16度38分35.11秒 / 北緯47.7257583度 東経16.6430861度）
ベルリンの壁崩壊に繋がった汎ヨーロッパ・ピクニックを記念して植樹[15]。
- オーストリア共和国ザルツブルク州アニフ村（北緯47度44分58.55秒 東経13度3分51.13秒 / 北緯47.7495972度 東経13.0642028度）
2008年、親日家の故ヘルベルト・フォン・カラヤン生誕100周年を記念して8本を自宅・墓地・付近の公園などに植樹。他の日本三大巨桜も順次植樹予定。カラヤン財団やザルツブルクからの要請。
- 大韓民国：韓国からの要請により柳沼吉四郎の孫の柳沼吉一が韓国に苗木を贈って植樹されている[6]。

## 交通アクセス
所在地
- 福島県田村郡三春町大字滝字桜久保296番地

交通機関
- 鉄道 - JR磐越東線・三春駅から約8km。花の盛りには三春駅発の有料シャトルバスが運行される。
- 車 - 磐越自動車道・船引三春ICから約3km。花の盛りには付近に有料駐車場ができる。

なお、開花期には周辺の道路の渋滞が激しくなるので注意が必要。